# Comté de Greenwood (Kansas)
Pour les articles homonymes, voir Greenwood et Comté de Greenwood.
Le comté de Greenwood est l’un des 105 comtés de l’État du Kansas, aux États-Unis. Fondé le 25 août 1855, il a été nommé en hommage à Alfred B. Greenwood (en), du Bureau des affaires indiennes, qui a négocié de nombreux traités de paix avec les Amérindiens dans le sud du Kansas.
Siège et plus grande ville : Eureka.

## Géolocalisation
| Comté de Chase  | Comté de Lyon      | Comté de Coffey  |
| Comté de Butler | Comté de Greenwood | Comté de Woodson |
|                 | Comté d’Elk        | Comté de Wilson  |